# Parafia Przemienienia Pańskiego w Jabłecznej
Parafia Przemienienia Pańskiego – parafia rzymskokatolicka w Jabłecznej.
Parafia erygowana w 1923 roku. Obecny kościół parafialny drewniany, został wybudowany w 1750 roku. 
Terytorium parafii obejmuje: Jabłeczną, Nowosiółki, Parośla-Pniski oraz Terebiski.